# Pont del Marmanya
El Pont del Marmanya és una obra de Palol de Revardit (Pla de l'Estany) inclosa a l'Inventari del Patrimoni Arquitectònic de Catalunya.

## Descripció
Es tracta d'un pont d'una sola arcada de mig punt (4.02m de llum) sobre la riera del Marmanya. L'alçada és de tres metres respecte al llit de la riera i l'amplada de 3,23 metres.
L'estructura del pont és sòlida: s'empren carreus ben tallats de pedra sorrenca disposats en filades i units amb morter de calç. Els carreus són molt regulars; tenen una mesura aproximada de 40 x 20 cm. L'extradós de l'arc és regular i presenta una estructura dovellada. A la base hi ha cinc orificis quadrats a cada costat que segurament sostenien una cintra de fusta durant la construcció de l'arc. Es conserven restes de la barana, també de pedra.

## Història
El pont apareix esmentat en l'obra "Centenari de la Guerra de la Independència" redactat per l'historiador banyolí Pere Alsius. El 2 de març de 1812 va haver-hi un enfrontament bèl·lic entre les tropes napoleòniques i les companyies locals del batalló de San Fernando en el "petit pont de Maremanya (a prop de Can Canya)"